# Бёзелагер, Филипп фон
фрайхерр Фили́пп фон Бёзелагер (нем. Philipp Freiherr von Boeselager; 6 сентября 1917, замок Хаймерцхайм, недалеко от Бонна, Германская империя — 1 мая 2008, родовое поместье семьи фон Бёзелагер в замке Кройцберг, Рейнланд-Пфальц, ФРГ) — бывший офицер армии Германии, последний из выживших участников покушения на Гитлера 20 июля — заговора высших военачальников вермахта. Был адъютантом генерал-фельдмаршала фон Клюге и непосредственно участвовал в покушении, организовав получение взрывчатки.

## Биография

### 1935—1945
Филипп и его старший брат Георг родились в семье баронов фон Бёзелагеров в родовом поместье — замке Хаймерцайм, недалеко от города Бонна. В 1935 году Филипп поступил на службу в войска нацистской Германии. В возрасте 25 лет, будучи лейтенантом он участвовал в подготовке покушения на Адольфа Гитлера.
Филипп и его брат Георг должны были найти взрывчатку для покушения. Первые попытки покушения не удались по тем или иным причинам. Тогда его непосредственный начальник выдал ему пистолет Вальтер, и ему была поставлена цель застрелить Гитлера и Гиммлера из него, но Гиммлер на встречу с Гитлером не пришёл и заговорщики не решились убивать одного только Гитлера, так как силы СС под командованием Гиммлера взяли бы ситуацию под свой контроль и покушение не достигло бы своей цели — захват власти бы не удался.
Покушения по тем или иным обстоятельствам проваливались и закончилось всё это тем, что после неудачного покушения 20 июля 1944 года большая часть заговорщиков была арестована. Но Филиппу и Георгу удалось избежать их участи, в том числе и потому, что никто под пытками не назвал их имён в качестве соучастников. Георгу удалось избежать поимки путём того, что он выехал на Восточный фронт, однако 27 августа 1944 года он был убит в бою при отражении атаки советских войск.

### Признание
После войны Филипп скромно работал экономистом не привлекая к себе никакого внимания и лишь в 2003 году, в возрасте 86 лет он раскрыл Германии и миру документы, раскрывающие детали плана «Валькирия», а также имена всех его участников, в том числе и не пойманных. Германия и Франция признали его героем, и в последние четыре года к нему пришла слава. Его часто посещали школьные делегации, а также делегации множества известных людей. Тогда же голливудские студии выкупили его историю и решили делать по ней фильм. Фильм Операция «Валькирия» вышел в прокат в 2008 году, в роли полковника Клауса фон Штауффенберга, непосредственно осуществившего покушение, снялся Том Круз, режиссёром выступил Брайан Сингер.

### Последние годы жизни
Филипп был последним живым участником заговора 20 июля. 18 апреля он дал своё последнее интервью, которое было показано при премьере фильма с Томом Крузом. Барон Филипп фон Бёзелагер скончался 1 мая 2008 года в своём родовом поместье — замке Кройцберг.

### Семья
Внук- Дамиан Безелагер , депутат Европарламента от партии Volt Germany с 2019 года.